# 無耳兔的自畫像
《無耳兔的自畫像》是非牟利團體「你好劇社」製作的手語音樂劇，於2012年6月15日至16日在香港上環文娛中心公演三場。

## 創作背景
此劇內容圍繞聾人及弱聽人士所面對的困難及掙扎作出發點，以輕鬆的音樂劇手法，將他們日常生活所面對的問題帶出，讓社會大眾了解聾人及弱聽人士的特性及需要，藉此增加社會人士對他們的認識及了解。音樂劇結合手語元素，於場地設計上亦會加上手語場設計，讓聾人及弱聽人士能感受音樂的節奏及律動，接觸不同的媒介的藝術，同時亦讓社會人士能接觸及認識手語。
此劇除了有健全人士擔當演員外，同時亦會同時邀請聾人及弱聽人士參與台前演出，讓聾人及弱聽人士能夠接觸劇場活動，同時亦讓他們發揮潛能，一起推動傷健共融。

## 故事簡介
事業有成的平面設計師阿傑，因為一次交通意外，只餘下六成的聽力。好不容易等到康復後，重返公司的那天，受盡同事的歧視和冷漠，令他醒覺一切已不復再。由意外前的自信變成意外後的自卑，就連跟相戀多年的女友 Sylvia亦面臨分手邊緣。突如其來的改變，加上連番的打擊，令阿傑一厥不振，拒絕跟外界接觸。一天，一個神秘的失聰少女和她的無耳兔的出現，讓他走進另一個世界，重新了解生命的得與失，最終，找到重新出發的起點。

## 製作人員
| 監製                    | 周靜儀、葉國熙                              |
| 故事概念                | 曹妙琪^                                     |
| 策劃及統籌              | 張潤衡、蔡華智                              |
| 音樂總監、作曲、填詞    | 陳宏達                                      |
| 編曲                    | 陳卓稀、吳啟釗@The Brothers Music Studio    |
| 歌唱指導                | 張國穎                                      |
| 劇本手語翻譯            | 麥嘉裕@龍耳（弱聽人士） 黎翠珊@龍耳（聾人） |
| 歌曲手語翻譯            | 盧俊傑、周靜儀                              |
| 手語指導 / 手語歌舞編排 | 盧俊傑                                      |
| 音響設計                | 郭敬偉^                                     |
| 服裝設計                | 張凱盈                                      |
| 服裝助理                | 潘兆宜、黃雅鈴                              |
| 化妝設計                | 黃楚玲                                      |
| 舞台監督                | 張詠婷、黃誠鏗^                             |
| 執行舞台監督            | 鄧麗甜                                      |
| 助理舞台監督            | 梁芷靖、彭伊彤、趙俊然、謝永泉、黃卓寧      |

^ 承蒙香港演藝學院批准

## 評價
有評論指本劇的故事直接而勵志，務求帶出正面訊息。整個演出，嘗試以較為輕鬆的手法來呈現故事。這個演出傳遞正確及積極的信息，讓聾人及弱聽人士在台上一展所長之外，在字幕及手語歌曲幫助下，亦吸引聾人及弱聽人士接觸劇場表演。人人平等，所有人也有享受藝術的需要及權利。

## 曲序
全劇共有六首歌曲，其中三首收錄於《手爾の音樂》原聲大碟中。
1. 《一雙耳，很相似，最得意》
2. 《傷戰士》
3. 《存在分歧》
4. 《舊事重提》
5. 《燈塔》
6. 《命運長跑》

本劇原聲帶《手爾の音樂》在2012年11月9日正式發售，由Knock Music發行，收錄劇中三首歌曲，其中主打歌為《傷戰士》；大碟附有音樂影片DVD。這原聲帶所有收益扣除成本後，部份收益將用作捐贈給慈善機構「龍耳」用作將來為聾人及弱聽人士推動活動經費。